# Condado de Cheyenne (Colorado)
O Condado de Cheyenne é um dos 64 condados do Estado americano do Colorado. A sede do condado é Cheyenne Wells, que é também a sua maior cidade. O condado tem uma área de 4614 km² (dos quais 0 km² estão cobertos por água), uma população de 2231 habitantes, e uma densidade populacional de 0,5 hab/km² (segundo o censo nacional de 2000). O condado foi fundado em 25 de março de 1889.